# Ross Douthat
Ross Gregory Douthat (San Francisco, California, 28 de noviembre de 1979) es un autor, columnista, bloguero y analista político estadounidense. Fue editor senior de The Atlantic y actualmente trabaja como columnista del The New York Times. Ha escrito sobre una variedad de temas, incluido el estado del cristianismo en los Estados Unidos y la «decadencia sostenible» en la sociedad contemporánea.

## Educación
Douthat asistió a Hamden Hall, una escuela secundaria privada en Hamden, Connecticut. Douthat se graduó magna cum laude con una licenciatura en artes de la Universidad de Harvard en 2002, donde también fue elegido miembro de Phi Beta Kappa. Mientras estuvo allí, contribuyó en The Harvard Crimson y editó The Harvard Salient.

## Carrera
Douthat es columnista habitual de The New York Times. En abril de 2009, se convirtió en el escritor de opinión regular más joven en The New York Times después de reemplazar a Bill Kristol como una voz conservadora en la página editorial del Times.
Antes de unirse a The New York Times, fue editor senior en The Atlantic. Ha publicado libros sobre el declive de la religión en la sociedad estadounidense, el papel de la Universidad de Harvard en la creación de una clase dominante estadounidense y otros temas relacionados con la religión, la política y la sociedad. Su libro Grand New Party (2008), que coescribió con Reihan Salam, fue descrito por el periodista David Brooks como «la mejor hoja de ruta individual de hacia dónde debe y es probable que se dirija el Partido Republicano». El libro más reciente de Douthat es The Decadent Society: How We Became the Victims of Our Own Success (2020), que ha recibido críticas positivas en The New York Times y National Review.
Douthat ha escrito sobre su postura a favor de la prohibición del aborto.

## Vida personal
Douthat es hijo del abogado Charles Douthat y de la escritora Patricia Snow. Su bisabuelo fue el gobernador de Connecticut Charles Wilbert Snow. En 2007, Douthat se casó con Abigail Tucker, reportera de The Baltimore Sun y escritora del Smithsonian.
En su adolescencia, Douthat se convirtió al pentecostalismo y luego, junto al resto de su familia, se convirtió al catolicismo.
Douthat declaró que sufre de la enfermedad de Lyme crónica. Sus síntomas comenzaron en 2015, poco después de que él y su familia se mudaran a Connecticut. Este es el tema de su libro Los lugares profundos.

## Obras publicadas
- Privilege: Harvard and the Education of the Ruling Class (2005). ISBN 978-1-4013-0112-5
- Grand New Party: How Republicans Can Win the Working Class and Save the American Dream (2008). ISBN 978-0-385-51943-4
- Bad Religion: How We Became a Nation of Heretics (2012). ISBN 978-1-4391-7830-0
- To Change the Church: Pope Francis and the Future of Catholicism. (2018). ISBN 978-1-5011-4694-7
- The Decadent Society: How We Became the Victims of Our Own Success. (2020). (La edición de bolsillo, publicada en 2021, se titula: The Decadent Society: America Before and After the Pandemic). ISBN 978-1476785240
- The Deep Places: A Memoir of Illness and Discovery (2021). ISBN 0-59-323736-6